# Jürgen Zielinski
Jürgen Zielinski (* 1953 in Bergkamen, aufgewachsen in Dortmund) ist ein deutscher Regisseur, Dramaturg, Autor und Theaterintendant.

## Leben und Wirken
Jürgen Zielinski studierte Freizeit- und Sozialpädagogik an der Gesamthochschule Essen und absolvierte sein Anerkennungsjahr als Freizeitpädagoge im Internat für Gehörlose und Hörgeschädigte des Landschaftsverbandes Münster in Dortmund. Sein erstes Engagement am Theater erhielt er 1980 an den Städtischen Bühnen Dortmund. 1984 gründete Zielinski die Kinder- und Jugendtheatersparte am Landestheater Tübingen, die er über fünf Jahre leitete.– „(…) zweifelsfrei gehört das Tübinger Ensemble unter der Leitung von Jürgen Zielinski zu den profiliertesten im Lande.“(Die Deutsche Bühne 88) 1991 baute Zielinski als künstlerischer Leiter das Jugendtheater für Hamburg auf Kampnagel auf, das er bis zu dessen Schließung 1994 führte.
Danach inszenierte Zielinski acht Jahre als freier Regisseur. In dieser Zeit arbeitete er auch erstmals international und führte im Auftrag des Goethe-Instituts in Karachi (Pakistan) Regie von Nathan der Weise nach Gotthold Ephraim Lessing und leitete einen Regieworkshop. Das Bühnenbildmodell der Produktion ist im Lessing-Museum ausgestellt. Die pakistanische Filmemacherin Shireen Pasha begleitete das Theaterprojekt und der Fernsehsender 3sat strahlte 1997 den Dokumentarfilm Nathan im Land der Sufis aus. Jürgen Zielinski hatte diverse Gast-Lehraufträge inne, u. a. am Institut für Theaterwissenschaften der Universität Leipzig WS 2005/2006 sowie an der Bundesakademie für kulturelle Bildung Wolfenbüttel(1997) und war als Dozent und Workshopleiter tätig. 2002 übernahm Zielinski die Intendanz am Theater der Jungen Welt Leipzig (TdJW), das unter seiner Leitung erstmals überregionale Preise und Festivaleinladungen erhielt. Er verstärkte auch die internationale Ausrichtung des TdJW durch zahlreiche Kooperationen und Gastspiele u. a. in Israel und Georgien.

## Netzwerkarbeit und politisches Engagement
Jürgen Zielinski war sechs Jahre im Vorstand der ASSITEJ tätig und war Juror u. a. bei Theaterzwang Dortmund 2005, bei Westwind Köln 2011 und 2007 Kurator des 9. Deutschen Kinder- und Jugendtheatertreffens Augenblick mal!. 2009 übernahm er die Schirmherrschaft der Kinder-Akademie Fulda für den 15. Theatersommer. Er war von 2016 bis 2020 im Ausschuss für künstlerische Fragen vom Deutschen Bühnenverein tätig, ist Mitglied des Internationalen Theaterinstituts ITI sowie der Deutschen Akademie der Darstellenden Künste. Seit 2016 engagiert sich Zielinski im Förderprogramm Kulturkoffer des hessischen Ministeriums für Wissenschaft und Kunst. 2016 bis 2018 war er als Kurator und Berichterstatter für den Deutschen Theaterpreis DER FAUST tätig, seit 2020 ist er Jurymitglied der Deutschen Akademie der Darstellenden Künste zur Vergabe des FAUST-Preises.
Als Intendant des TdJW engagierte Jürgen Zielinski sich 2010 gegen das NPD-Bürgerzentrum in Leipzig-Lindenau und äußerte sich zahlreiche Male öffentlich gegen Antisemitismus, Diskriminierung und Demokratiefeindlichkeit. „Intendant Zielinski und seinem Team ist es wichtig, nicht die Augen vor der Welt zu verschließen. Eine Positionierung gegen rechts versteht sich dabei von selbst. Der leidenschaftliche und engagierte Theatermacher begreift das Haus außerdem als Ort der politischen Bildung.“ (Theater der Zeit, November 2018).